# Mike Mago
Michiel Thomassen, beter bekend als Mike Mago is een Nederlandse muziekproducer en diskjockey. Hij maakte voornamelijk naam na zijn hitsingle Outlines in samenwerking met de Canadese band Dragonette.
Verder heeft Thomassen ook een eigen label genaamd BMKLTSCH RCRDS.

## Discografie

### Albums
- Bloem & Plant (2011)
- The Show EP (2013)

### Singles
- Mike Mago - Hey! (2009)
- Mike Mago - Wooh! (2009) [BMKLTSCH]
- Mike Mago - Don't Give A (2010) [Subdrive]
- Mike Mago - Ready For The Action (2010) [Subdrive]
- Mike Mago - Plant (2011) [BMKLTSCH]
- Mike Mago - Bloem (2011) [BMKLTSCH]
- Mike Mago - The Power (2012) [BMKLTSCH]
- Mike Mago - The Soul (2012) [BMKLTSCH]
- Mike Mago - The Show (2013) [BMKLTSCH/Spinnin']
- Mike Mago - Never Felt Like This Before (2013) [BMKLTSCH]
- Mike Mago - The Beat (2013) [Blood]
- Mike Mago - Hold On (2013) [Blood]
- Mike Mago - Man Hands (2014) [Spinnin']
- Mike Mago & Dragonette - Outlines (2014) [Spinnin']
- Mike Mago - What A Love (2015) [BMKLTSCH]
- Mike Mago & Rogerseventytwo - Meant To Be (2015) [BMKLTSCH]
- Mike Mago - Deeper Love (2015) [Spinnin']
- Mike Mago & KC Lights - Daylight (2016) [Spinnin']
- Mike Mago - Deeper Love (VIP Mix) (2016) [Spinnin']
- Mike Mago & Leon Lour - Higher (2016) [Spinnin' Deep]
- Mike Mago & Dragonette - Secret Stash (2016) [HEXAGON (Spinnin')]

### Remixen
- Starski - Sunstruck (Mike Mago & Bart B More Remix) (2011) [BMKLTSCH]
- Skip & Die - Muti Murder (Mike Mago Remix) (2011) [BMKLTSCH]
- RipTidE & Hidden Cat - Space (Mike Mago Remix) (2012) [BMKLTSCH]
- Bart B More & Rubix - Ari (Mike Mago Remix) (2012) [BMKLTSCH]
- Lazy Ants & Rob Threezy - Chi To Rome (Mike Mago Remix) (2012) [BMKLTSCH]
- Charli XCX - Superlove (Mike Mago Remix) (2013)
- Laura Welsh - Undiscovered (Mike Mago Remix) (2013)
- Wretch 32 - 6 Words (Mike Mago Remix) (2014)
- Dan Croll - From Nowhere'(Mike Mago Remix) (2014)
- AlunaGeorge - Supernatural (Mike Mago Remix) (2014)
- Tiësto ft. Matthew Koma - Wasted (Mike Mago Remix) (2014) [Musical Freedom/Universal]
- The Opposites - Laatste Keer (Mike Mago Remix) (2014) [TopNotch]
- Foxes - Glorious (Mike Mago Remix) (2014)
- Wilkinson ft Taley Riley - Dirty Love (Mike Mago Remix) (2014)
- Years & Years - Take Shelter (Mike Mago Remix) (2014)
- AVICII - The Nights (Mike Mago Remix) (2015) [Universal]
- Kraak & Smaak - Mountain Top (Mike Mago Remix) (2015) [Spinnin']
- Clean Bandit - Stronger (Mike Mago Remix) (2015)
- Shift K3Y - Name & Number (Mike Mago Remix) (2015) [Sony Music]
- Ne-Yo ft Jessie J - She Knows (Mike Mago Remix) (2015)
- David Zowie - House Every Weekend (Mike Mago Remix) (2015)
- Feiertag ft. David Dam - Damn You (Mike Mago Remix) (2015) [BMKLTSCH]
- Digital Farms Animals - True (Mike Mago Remix) (2015)
- Petite Meller - Barbaric (Mike Mago Remix) (2015)
- Watermät, Becky Hill & TAI - All My Love (Mike Mago Remix) (2015) [Polydor/Spinnin']
- Felix Jaehn ft. Polina - Book Of Love (Mike Mago Remix) (2015)
- Ellie Goulding - Army (Mike Mago Remix) (2016)
- AVICII - Broken Arrows (Mike Mago Remix) (2016)

## Hitlijsten
| Single met eventuele hitnotering(en) in de Nederlandse Top 40 | Datum van verschijnen | Datum van binnenkomst | Hoogste positie | Aantal weken | Opmerkingen    |
| ------------------------------------------------------------- | --------------------- | --------------------- | --------------- | ------------ | -------------- |
| Outlines                                                      | 2014                  | 20-09-2014            | 20              | 16           | met Dragonette |

| Single met hitnotering(en) in de Vlaamse Ultratop 50 | Datum van verschijnen | Datum van binnenkomst | Hoogste positie | Aantal weken | Opmerkingen    |
| ---------------------------------------------------- | --------------------- | --------------------- | --------------- | ------------ | -------------- |
| Outlines                                             | 2014                  | 18-10-2014            | 18              | 15           | met Dragonette |
| Deeper Love                                          | 2015                  | 29-08-2015            | tip22           | -            |                |